# 小椋一宏
小椋 一宏（おぐら かずひろ、1975年3月31日 - ）は、日本の実業家、システムエンジニア、ラジオパーソナリティ。HENNGE株式会社創業者・代表取締役社長兼CTO。

## 人物・来歴
ニューヨーク州生まれ。6歳ごろ日本に移り、東京都杉並区出身。杉並区立浜田山小学校、杉並区立高井戸中学校を経て、1993年桐朋高等学校卒業。高校の同級生にアトラエ創業者の新居佳英や、フォトクリエイト創業者の白砂晃がいた。願書を忘れて大学受験ができず、1994年に一橋大学経済学部入学。
幼少期にプログラミングを習得し、一橋大学在学中、研究所でプログラマーのアルバイトを始め、大学3年時の1996年に、のちにマッキンゼー・アンド・カンパニー日本支社長となった岩谷直幸らの参画を得て、ホライズン・デジタル・エンタープライズ（のちのHENNGE）を創業。
1997年株式会社に改組し、代表取締役社長に就任。1999年一橋大学経済学部卒業。CTOも兼務し、2009年ごろからいち早くクラウド・コンピューティングの技術を取り入れ、セキュリティ統合SaaS「HENNGE One」の開発・提供などを進め、2019年に東京証券取引所マザーズに上場を果たした。

## 著書
- 『社員のスマホ・タブレットを安全に会社で使わせる本』（共著）インプレスジャパン 2014年